# Neptis ominicola
Neptis ominicola är en fjärilsart som beskrevs av Hans Fruhstorfer 1908. Neptis ominicola ingår i släktet Neptis och familjen praktfjärilar. Inga underarter finns listade i Catalogue of Life.